# Nothing Personal (All Time Low)
Nothing Personal è il terzo album in studio del gruppo musicale statunitense All Time Low, pubblicato il 7 luglio 2009 dall'etichetta discografica  da Hopeless Records.

## Descrizione
L'album è stato registrato con i produttori Matt Squire, Butch Walker, David Bendeth e la squadra di S * A * M & Sluggo. Il titolo Nothing Personal proviene da una frase nella seconda canzone dell'album Break Your Little Heart: "You were fake, I was great, nothing personal" (lett. "Tu eri falsa, io ero grande, niente di personale").
È stato inserito al 15º posto nei "50 album pop-punk migliori di sempre" e al 25º nei "50 album rock migliori degli anni 2000" di Kerrang!.
L'8 novembre 2019 la band ha pubblicato in formato digitale It's Still Nothing Personal: A Ten Year Tribute, una rivisitazione con nuove registrazioni dell'album, prodotte ai Red Bull Studios di Los Angeles.

## Tracce
1. Weightless – 3:18
2. Break Your Little Heart – 2:51
3. Damned If I Do Ya (Damned If I Don't) – 3:06
4. Lost In Stereo – 3:47
5. Stella – 3:24
6. Sick Little Games – 3:35
7. Hello Brooklyn – 3:29
8. Walls – 3:10
9. Too Much – 4:14
10. Keep The Change, You Filthy Animal – 3:19
11. A Party Song (The Walk Of Shame) – 2:58
12. Therapy – 3:43

Durata totale: 40:54

## Formazione
- Alex Gaskarth - voce, chitarra
- Jack Bassam Barakat - voce secondaria, chitarra elettrica
- Zachary Steven Merrick - voce secondaria, basso
- Robert Rian Dawson - batteria